# Ceftazidima
La ceftazidima es una cefalosporina de tercera generación considerada por algunos como antibiótico estratégico, pues es de los que se protegen del uso indiscriminado en el medio hospitalario. 
Se usa de forma controlada y se recomienda cuando se han transitado otros pasos en la política de antibiótico, y no se ha obtenido una respuesta adecuada.

## Espectro
Posee un amplio espectro de acción, que incluye a bacterias grampositivas (Streptococcus), bacilos gramnegativos (enterobacteriáceas, Haemophilus influenzae, Pseudomonas aeruginosa) y algunos anaerobios (Clostridium perfringens, Peptostreptococcus). A pesar de lo anterior, suele reservarse para infecciones graves que involucren a P. aeruginosa.